# (5367) Sollenberger
(5367) Sollenberger es un asteroide perteneciente al cinturón de asteroides, descubierto el 13 de octubre de 1982 por Edward Bowell desde la Estación Anderson Mesa (condado de Coconino, cerca de Flagstaff, Arizona, Estados Unidos).

## Designación y nombre
Designado provisionalmente como 1982 TT. Fue nombrado Sollenberger en honor a Paul Sollenberger, primer director civil del Servicio Naval del Observatorio Naval de los Estados Unidos (USNO), desde 1928 hasta 1953. Las contribuciones de Sollenberger al diseño de los relojes de cristal de cuarzo, los cronógrafos y el tubo fotográfico cenital aumentaron en gran medida la precisión del cronometraje durante su mandato. En el año 1934, no solo había introducido relojes de cristal de cuarzo, sino que también había dispuesto la transmisión automática de tiempo, con precisión de un milisegundo. En 1949 estableció la estación de servicio de tiempo de USNO utilizando un PZT en Richmond, Florida. También fue presidente de la Comisión 19 de la IAU entre los años 1948-1955.

## Características orbitales
Sollenberger está situado a una distancia media del Sol de 3,044 ua, pudiendo alejarse hasta 3,406 ua y acercarse hasta 2,682 ua. Su excentricidad es 0,118 y la inclinación orbital 10,76 grados. Emplea 1940,59 días en completar una órbita alrededor del Sol.

## Características físicas
La magnitud absoluta de Sollenberger es 12,1. Tiene 13,239 km de diámetro y su albedo se estima en 0,123. 